# Seznam dílů seriálu Sestřičky
Toto je seznam dílů seriálu Sestřičky. Český televizní seriál z urgentního příjmu, a spin-off seriálu Modrý kód, Sestřičky (původně Sestřičky Modrý kód), vysílala od srpna 2020 do června 2021 stanice Prima. Seriál byl natáčen od června 2020 do května 2021.

## Přehled řad
| Řada | Díly | Premiéra v ČR  | Premiéra v ČR   |
| Řada | Díly | První díl      | Poslední díl    |
| ---- | ---- | -------------- | --------------- |
| 1    | 78   | 29. srpna 2020 | 23. června 2021 |

## Seznam dílů

### První řada (2020–2021)
| Č. v seriálu | Č. v řadě | Původní název                       | Režie                                | Scénář                                                    | Premiéra v ČR      | Sledovanost (v mil. diváků) |
| ------------ | --------- | ----------------------------------- | ------------------------------------ | --------------------------------------------------------- | ------------------ | --------------------------- |
| 1            | 1         | Vítej na palubě                     | Libor Kodad                          | David Litvák, René Decastelo a Roman Kopřivík             | 29. srpna 2020     | 0,501                       |
| 2            | 2         | Výpověď                             | Libor Kodad                          | Jaroslav Sauer                                            | 31. srpna 2020     | 0,667                       |
| 3            | 3         | V tom se nepletu                    | Libor Kodad                          | Roman Kopřivík                                            | 2. září 2020       | 0,578                       |
| 4            | 4         | Doktor je doktor a sestra je sestra | Libor Kodad                          | David Litvák                                              | 7. září 2020       | 0,705                       |
| 5            | 5         | Jako lev v kleci                    | Libor Kodad                          | René Decastelo                                            | 9. září 2020       | 0,665                       |
| 6            | 6         | Aréna smrti (srdce pro Elišku)      | Libor Kodad                          | David Litvák a David Holý                                 | 14. září 2020      | 0,740                       |
| 7            | 7         | Škola volá                          | Libor Kodad                          | Jaroslav Sauer                                            | 16. září 2020      | 0,634                       |
| 8            | 8         | Setrvalý stav                       | Libor Kodad                          | Roman Kopřivík                                            | 21. září 2020      | 0,676                       |
| 9            | 9         | Tajemství mokřadu                   | Jaromír Polišenský                   | René Decastelo                                            | 23. září 2020      | 0,590                       |
| 10           | 10        | Danyho andílci                      | Jaromír Polišenský                   | David Holý                                                | 28. září 2020      | 0,747                       |
| 11           | 11        | Víkendová akce                      | Jaromír Polišenský                   | Jaroslav Sauer                                            | 30. září 2020      | 0,637                       |
| 12           | 12        | Syn je syn                          | Jaromír Polišenský                   | David Litvák, Roman Kopřivík a Jaroslav Sauer             | 5. října 2020      | 0,728                       |
| 13           | 13        | Autor neznámý                       | Lukáš Buchar a Jiří Chlumský         | Jiří Suchý z Tábora                                       | 7. října 2020      | 0,676                       |
| 14           | 14        | Rande s nepřítelem                  | Lukáš Buchar a Jiří Chlumský         | Monika Seidlová                                           | 12. října 2020     | 0,770                       |
| 15           | 15        | Záhada ztraceného doktora           | Lukáš Buchar a Jiří Chlumský         | René Decastelo a Monika Seidlová                          | 14. října 2020     | 0,719                       |
| 16           | 16        | Výbuch                              | Lukáš Buchar a Jiří Chlumský         | David Holý a David Litvák                                 | 19. října 2020     | 0,747                       |
| 17           | 17        | Krajina po výbuchu                  | Lukáš Buchar a Vojtěch Moravec       | David Holý a Jaroslav Sauer                               | 21. října 2020     | 0,730                       |
| 18           | 18        | Věř mi!                             | Lukáš Buchar a Vojtěch Moravec       | Roman Kopřivík                                            | 26. října 2020     | 0,703                       |
| 19           | 19        | Zkusit se má všechno                | Lukáš Buchar a Vojtěch Moravec       | Monika Seidlová                                           | 28. října 2020     | 0,734                       |
| 20           | 20        | Kyklop kouli koulí                  | Lukáš Buchar a Vojtěch Moravec       | Jiří Suchý z Tábora                                       | 2. listopadu 2020  | 0,758                       |
| 21           | 21        | Srdeční záležitosti                 | Libor Kodad                          | Jaroslav Sauer                                            | 4. listopadu 2020  | 0,706                       |
| 22           | 22        | Bobova speciální nabídka            | Libor Kodad                          | David Litvák a David Holý                                 | 9. listopadu 2020  | 0,755                       |
| 23           | 23        | Dvakrát poprvé                      | Libor Kodad                          | David Litvák, David Holý a René Decastelo                 | 11. listopadu 2020 | 0,748                       |
| 24           | 24        | Jízdenka do Švédska                 | Libor Kodad                          | Roman Kopřivík                                            | 16. listopadu 2020 | 0,765                       |
| 25           | 25        | Kateřinka                           | Jaromír Polišenský                   | Jiří Suchý z Tábora                                       | 18. listopadu 2020 | 0,727                       |
| 26           | 26        | Velká sláva                         | Jaromír Polišenský                   | Vladimír Fanta                                            | 23. listopadu 2020 | 0,748                       |
| 27           | 27        | S tím se smiř                       | Jaromír Polišenský                   | Roman Kopřivík                                            | 25. listopadu 2020 | 0,714                       |
| 28           | 28        | Dilema doktora Hofbauera            | Jaromír Polišenský                   | David Holý                                                | 30. listopadu 2020 | 0,778                       |
| 29           | 29        | Anonym                              | Vojtěch Moravec a Lukáš Buchar       | Jaroslav Sauer                                            | 2. prosince 2020   | 0,725                       |
| 30           | 30        | Sex, násilí, drogy                  | Vojtěch Moravec a Lukáš Buchar       | Jaroslav Sauer a Jiří Suchý z Tábora                      | 7. prosince 2020   | 0,773                       |
| 31           | 31        | Potřebuješ ochranku                 | Vojtěch Moravec a Lukáš Buchar       | René Decastelo                                            | 9. prosince 2020   | 0,675                       |
| 32           | 32        | Kdo se bojí na ples                 | Vojtěch Moravec a Lukáš Buchar       | Vladimír Fanta                                            | 14. prosince 2020  | 0,756                       |
| 33           | 33        | Naďa klade past                     | Lukáš Buchar a Vojtěch Moravec       | David Litvák a David Holý                                 | 16. prosince 2020  | 0,696                       |
| 34           | 34        | Smíšené pocity                      | Lukáš Buchar a Vojtěch Moravec       | David Litvák a Roman Kopřivík                             | 11. ledna 2021     | 0,716                       |
| 35           | 35        | Krtek                               | Lukáš Buchar a Vojtěch Moravec       | Jiří Suchý z Tábora                                       | 18. ledna 2021     | 0,640                       |
| 36           | 36        | Ženská řešení                       | Lukáš Buchar a Vojtěch Moravec       | Jaroslav Sauer                                            | 25. ledna 2021     | 0,685                       |
| 37           | 37        | Mafián vs. Famílie                  | Jaromír Polišenský a Vojtěch Moravec | David Holý a René Decastelo                               | 27. ledna 2021     | 0,667                       |
| 38           | 38        | Mateřské znaménko                   | Jaromír Polišenský a Vojtěch Moravec | Jiří Suchý z Tábora a Vladimír Fanta                      | 1. února 2021      | 0,673                       |
| 39           | 39        | Máma z basy                         | Jaromír Polišenský a Vojtěch Moravec | David Holý a René Decastelo                               | 3. února 2021      | 0,703                       |
| 40           | 40        | V rámci možností                    | Jaromír Polišenský a Vojtěch Moravec | Roman Kopřivík                                            | 8. února 2021      | 0,729                       |
| 41           | 41        | Kdo je tady hvězda?                 | Vojtěch Moravec                      | Jaroslav Sauer                                            | 10. února 2021     | 0,737                       |
| 42           | 42        | Spravedlnost jako větrník           | Vojtěch Moravec                      | Jiří Suchý z Tábora                                       | 15. února 2021     | 0,714                       |
| 43           | 43        | Nevěsta na útěku                    | Vojtěch Moravec                      | David Holý                                                | 17. února 2021     | 0,732                       |
| 44           | 44        | Slova nejsou všechno                | Vojtěch Moravec                      | Tomáš Hořava                                              | 22. února 2021     | 0,734                       |
| 45           | 45        | Zachraňte Lukáše Hartmana           | Jaromír Polišenský                   | David Holý a René Decastelo                               | 24. února 2021     | 0,703                       |
| 46           | 46        | Kvůli Tobě                          | Jaromír Polišenský                   | Roman Kopřivík                                            | 1. března 2021     | 0,703                       |
| 47           | 47        | Chata je lék                        | Jaromír Polišenský                   | Jaroslav Sauer                                            | 3. března 2021     | 0,737                       |
| 48           | 48        | Výtah, ledovec a klíčenka           | Jaromír Polišenský                   | Jiří Suchý z Tábora                                       | 8. března 2021     | 0,747                       |
| 49           | 49        | Chaloupka strýčka Toma              | Lukáš Buchar a Jaromír Polišenský    | Jiří Suchý z Tábora                                       | 10. března 2021    | 0,706                       |
| 50           | 50        | Budeme jen kamarádi                 | Lukáš Buchar a Jaromír Polišenský    | David Litvák a David Holý                                 | 15. března 2021    | 0,736                       |
| 51           | 51        | Otec a matka                        | Lukáš Buchar a Jaromír Polišenský    | David Litvák a David Holý                                 | 17. března 2021    | 0,733                       |
| 52           | 52        | Neboj se a věř mi                   | Lukáš Buchar a Jaromír Polišenský    | Roman Kopřivík                                            | 22. března 2021    | 0,748                       |
| 53           | 53        | Tři jména                           | Vojtěch Moravec                      | Jaroslav Sauer                                            | 24. března 2021    | 0,708                       |
| 54           | 54        | Třetí koleno                        | Vojtěch Moravec                      | Jiří Suchý z Tábora                                       | 29. března 2021    | 0,782                       |
| 55           | 55        | Jizva krásné doktorky               | Vojtěch Moravec                      | David Litvák a David Holý                                 | 31. března 2021    | 0,747                       |
| 56           | 56        | Vakcína lží                         | Vojtěch Moravec                      | Jiří Suchý z Tábora                                       | 7. dubna 2021      | 0,803                       |
| 57           | 57        | Matka na scéně                      | Jaromír Polišenský a Lukáš Buchar    | David Holý a René Decastelo                               | 12. dubna 2021     | 0,766                       |
| 58           | 58        | Vůbec žádný plány                   | Jaromír Polišenský a Lukáš Buchar    | Roman Kopřivík                                            | 14. dubna 2021     | 0,750                       |
| 59           | 59        | Volá Londýn                         | Jaromír Polišenský a Lukáš Buchar    | Jaroslav Sauer a Jiří Suchý z Tábora                      | 19. dubna 2021     | 0,695                       |
| 60           | 60        | Faul na domácím hřišti              | Jaromír Polišenský a Lukáš Buchar    | Jiří Suchý z Tábora                                       | 21. dubna 2021     | 0,743                       |
| 61           | 61        | Pohroma                             | Vojtěch Moravec                      | David Holý                                                | 26. dubna 2021     | 0,726                       |
| 62           | 62        | Detektiv Bambula                    | Vojtěch Moravec                      | David Litvák, David Holý a Jiří Suchý z Tábora            | 28. dubna 2021     | 0,706                       |
| 63           | 63        | Dvě matky a dva otcové              | Vojtěch Moravec                      | David Litvák, David Holý a René Decastelo                 | 3. května 2021     | 0,732                       |
| 64           | 64        | Krev není voda                      | Vojtěch Moravec                      | Roman Kopřivík                                            | 5. května 2021     | 0,777                       |
| 65           | 65        | Národní umělkyně                    | Lukáš Buchar                         | Jaroslav Sauer                                            | 10. května 2021    | 0,700                       |
| 66           | 66        | U zpovědi                           | Lukáš Buchar                         | Jiří Suchý z Tábora                                       | 12. května 2021    | 0,696                       |
| 67           | 67        | Investice do budoucnosti            | Lukáš Buchar                         | David Holý                                                | 17. května 2021    | 0,723                       |
| 68           | 68        | Skútr není motorka                  | Lukáš Buchar                         | David Litvák a David Holý                                 | 19. května 2021    | 0,699                       |
| 69           | 69        | Kryptobaronka                       | Vojtěch Moravec                      | David Holý a René Decastelo                               | 24. května 2021    | 0,615                       |
| 70           | 70        | Muž proti muži                      | Vojtěch Moravec                      | Roman Kopřivík                                            | 26. května 2021    | 0,712                       |
| 71           | 71        | Boj o Mery                          | Vojtěch Moravec                      | David Litvák, Jaroslav Sauer a David Holý                 | 31. května 2021    | 0,722                       |
| 72           | 72        | Bez vrchní                          | Vojtěch Moravec                      | David Litvák a Jiří Suchý z Tábora                        | 2. června 2021     | 0,747                       |
| 73           | 73        | Vrah na scéně                       | Lukáš Buchar                         | David Litvák, David Holý a René Decastelo                 | 7. června 2021     | 0,715                       |
| 74           | 74        | Obvyklí podezřelí                   | Lukáš Buchar                         | Jiří Suchý z Tábora                                       | 9. června 2021     | 0,707                       |
| 75           | 75        | Dobré mravy                         | Lukáš Buchar                         | Roman Kopřivík                                            | 14. června 2021    | 0,724                       |
| 76           | 76        | Hranice života a smrti              | Lukáš Buchar                         | David Holý a René Decastelo                               | 16. června 2021    | 0,722                       |
| 77           | 77        | Zmrtvýchvstání                      | Lukáš Buchar                         | David Litvák, David Holý, Jaroslav Sauer a René Decastelo | 21. června 2021    | 0,776                       |
| 78           | 78        | Krvavá svatba                       | Lukáš Buchar                         | David Litvák, Jiří Suchý z Tábora a Roman Kopřivík        | 23. června 2021    | 0,751                       |